# Elektrische schok
Een  elektrische schok is een lichamelijke sensatie die iemand ervaart als een elektrische stroom via de huid het lichaam in of uit vloeit. Dit gaat gepaard met een onwillekeurige samentrekking van spieren. De sensatie is meestal een onaangenaam prikkend tot pijnlijk gevoel. Het gewaarworden van een elektrische schok is per persoon verschillend en varieert sterk door verschil in huidweerstand. Slechts een heel beperkte stroom (in de grootteorde van milliampères) kan voldoende zijn om waargenomen te worden. Als de stroom hoger is kunnen er brandwonden ontstaan en als de stroom via het hart loopt bestaat het risico op elektrocutie. Een elektrische schok kan door statische elektriciteit of dynamische elektriciteit worden veroorzaakt.

## Veiligheid
Afhankelijk van de weerstand van de huid kan een dergelijke stroom pas gaan lopen als de spanning minstens enige tientallen tot honderden volt bedraagt, over het algemeen wordt een spanning van minder dan 50 volt wisselspanning of 120 volt gelijkspanning als "veilig" beschouwd. Bij ontladingen van statische elektriciteit is de ladingsenergie meestal zo laag dat spanningen van minder dan 3000 volt niet kunnen worden waargenomen.
Gelet op de hoogte van de spanning wordt gelijkstroom als veiliger dan wisselstroom beschouwd. Dit is de reden waarom Edison de voorkeur gaf aan gelijkstroom (zie Oorlog van de stromen). Vroege experimenten hebben daarentegen al aangetoond dat spierreflexen bij gelijkstroom minder effectief zijn vanwege de permanente samentrekking, waardoor het loslaten van de spanningsvoerende delen wordt bemoeilijkt. 
Een elektrische schok kan voelbaar zijn en toch "veilig". Dit is onder andere het geval bij het aanraken van schrikdraad. Door de korte puls en de lange pauze kan er relatief weinig schade ontstaan. 
Ook als het lichaam statisch geladen is en men een anders geladen of geaard voorwerp aanraakt, kan men een (licht onaangename tot heftige) schok voelen vanwege de ladingsvereffening die optreedt tussen persoon en voorwerp.

## Lekstroom
Wie een metalen voorwerp dat zonder aarding op het lichtnet is aangesloten zachtjes aanraakt, bijvoorbeeld een schemerlamp, kan vaak een geringe lekstroom of capacitieve stroom voelen. Hoe kleiner het huidoppervlak, hoe groter de ladingdichtheid op dit oppervlak en hoe beter dit effect te voelen is. Ook de gevoeligheid van de huid ter plaatse speelt daarbij een rol. Sommige technici gebruiken de huid tussen neus en bovenlip voor deze "detectie". Dit verschijnsel zou als schok kunnen worden aangeduid, maar onder normale omstandigheden is de stroomsterkte te gering om onaangenaam of gevaarlijk te kunnen zijn.

## Telefoon
Op een gewone vaste telefoonlijn staat in rust ongeveer 50 V gelijkspanning, wat als veilig wordt aangemerkt. De meeste mensen zullen deze spanning niet eens voelen.
Wordt er echter opgebeld, dan wordt hierop een hoge wisselspanning gesuperponeerd om de telefoonbel te laten rinkelen, en die wisselspanning is niet veilig.
Om die reden geldt het als gevaarlijk om aan een aangesloten telefoonlijn te werken.

## Operatiekamer
Bij gebruik van elektriciteit in operatiekamers is een grotere veiligheid vereist dan in het normale dagelijkse leven. Patiënten die worden geopereerd zijn nog kwetsbaarder dan 'gewone' patiënten onder andere omdat het wondvocht en het bloed de geleiding van het lichaam groter maakt dan die van een (droge) huid. Goedgekeurde apparatuur zal aan allerlei extra veiligheidseisen voldoen die waarborgen dat de spanningen die gebruikt worden onder die omstandigheden altijd veilig zijn. Ongewenste beïnvloeding van de lichaamsfuncties van de patiënt, of erger, worden zo voorkomen. 